# Марусяк Олександр Федорович
Олександр Федорович Марусяк (нар. 12 серпня 1941) — український радянський діяч, змінний майстер Білгород-Дністровського хлібозаводу Одеської області. Депутат Верховної Ради СРСР 8-го скликання.

## Біографія
З 1960 року — бетоняр, робітник очисного вибою. Член ВЛКСМ.
Освіта середня спеціальна. У 1966 році закінчив технікум.
З 1966 року — змінний майстер-пекар Білгород-Дністровського хлібозаводу Одеської області.
Потім — на пенсії в місті Білгороді-Дністровському Одеської області.